# Nanorod

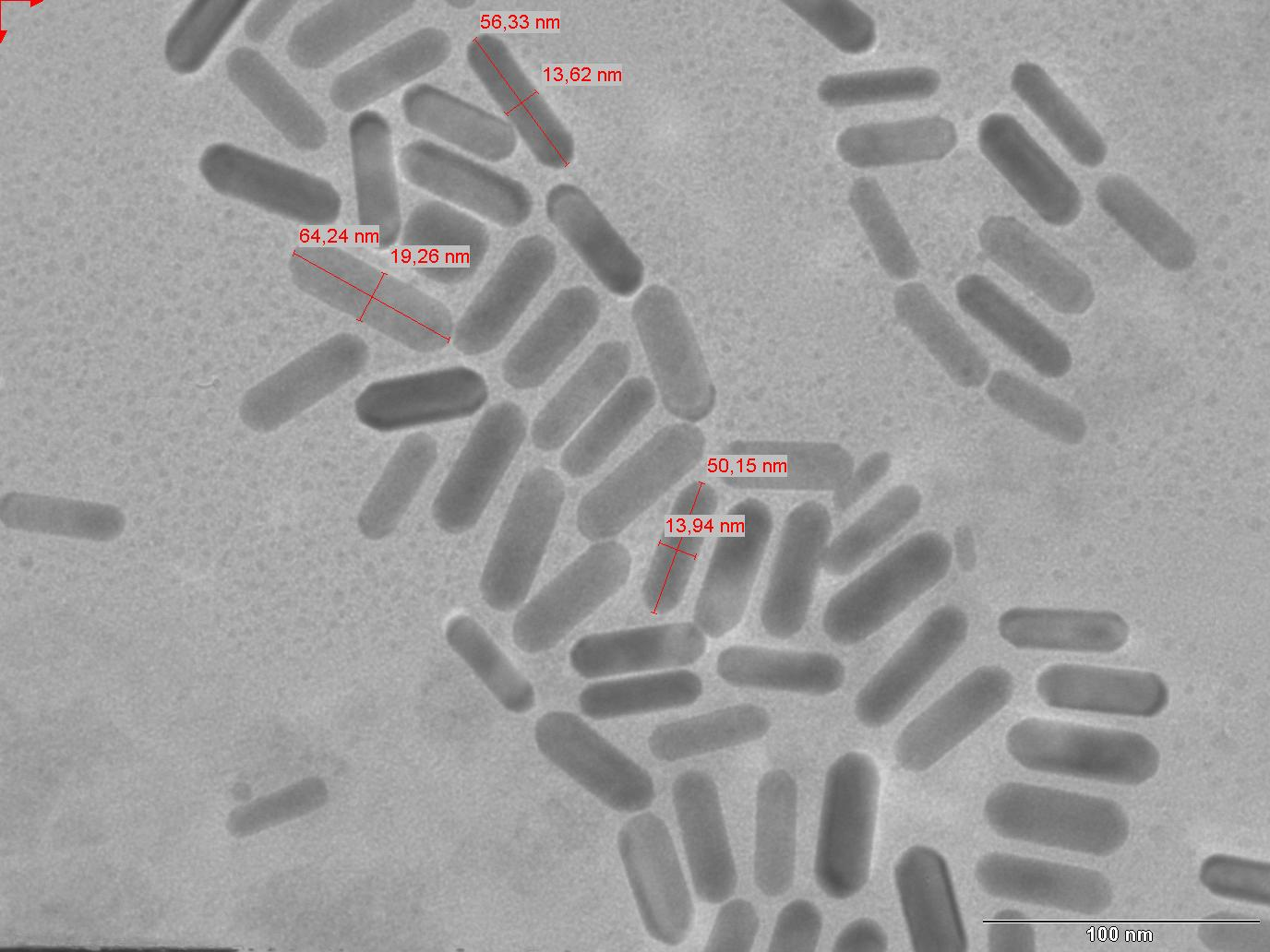
Nanobarres d'or sota microscòpia electrònica

En nanotecnologia, els nanorods són una morfologia d'objectes a nanoescala. Cadascuna de les seves dimensions oscil·la entre 1 – 100 nm. Es poden sintetitzar a partir de metalls o materials semiconductors. Les relacions d'aspecte estàndard (longitud dividida per amplada) són 3-5. Les nanorodes es produeixen per síntesi química directa. Una combinació de lligands actuen com a agents de control de forma i s'uneixen a diferents facetes del nanorod amb diferents forces. Això permet que les diferents cares del nanorod creixin a diferents ritmes, produint un objecte allargat.
Una possible aplicació de les nanobarres és en les tecnologies de visualització, perquè la reflectivitat de les barres es pot canviar canviant la seva orientació amb un camp elèctric aplicat. Una altra aplicació és per a sistemes microelectromecànics (MEMS). Els nanorods, juntament amb altres nanopartícules de metalls nobles, també funcionen com a agents teragnòstics. Els nanorods absorbeixen l'IR proper i generen calor quan s'excita amb la llum IR. Aquesta propietat ha portat a l'ús de nanorods com a terapèutica contra el càncer. Els nanorods es poden conjugar amb motius d'orientació tumoral i ingerir-los. Quan un pacient està exposat a la llum IR (que travessa el teixit corporal), les nanobasses captades selectivament per les cèl·lules tumorals s'escalfen localment, destruint només el teixit cancerós mentre deixen intactes les cèl·lules sanes.
També s'han investigat nanorodes basades en materials semiconductors per a la seva aplicació com a dispositius de recollida d'energia i emissió de llum. El 2006, Ramanathan et al. va demostrar 1 fotoluminescència ajustable mediada per camp elèctric a partir de nanorodes de ZnO, amb potencial d'aplicació com a fonts noves de radiació gairebé ultraviolada.

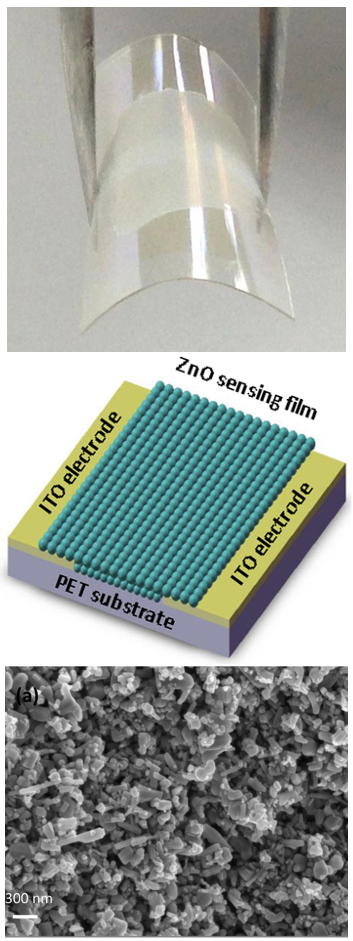
Un sensor de gas etanol, basat en nanobarres de ZnO

## Síntesi

### Nanobarres de ZnO
El nanorod d'òxid de zinc (ZnO), també conegut com a nanofil, té una energia de banda intercalada directa de 3,37 eV, que és similar a la de GaN, i té una energia d'unió d'excitació de 60 meV. La banda òptica del nanorod ZnO es pot ajustar canviant la morfologia, la composició, la mida, etc. Els últims anys. Els nanorods de ZnO s'han utilitzat intensament per fabricar dispositius electrònics a nanoescala, com ara transistor d'efecte de camp, fotodetector ultraviolat, díode Schottky i díode emissor de llum (LED) ultrabrillant. S'han desenvolupat diversos mètodes per fabricar els nanorods de ZnO de wurtzita monocristal·lins. Entre aquests mètodes, el creixement a partir de la fase de vapor és l'enfocament més desenvolupat. En un procés de creixement típic, el vapor de ZnO es condensa sobre un substrat sòlid. El vapor de ZnO es pot generar per tres mètodes: evaporació tèrmica, reducció química i mètode vapor-líquid-sòlid (VLS). En el mètode d'evaporació tèrmica, la pols comercial de ZnO es barreja amb SnO ₂ i s'evapora escalfant la mescla a temperatura elevada. En el mètode de reducció química, el vapor de zinc, generat per la reducció de ZnO, es transfereix a la zona de creixement, seguit de la reoxidació a ZnO. El procés VLS, proposat originalment el 1964, és el procés més utilitzat per sintetitzar nanobarres de ZnO monocristal·lins. En un procés típic, les gotes catalítiques es dipositen sobre el substrat i les mescles de gasos, inclòs el vapor de Zn i una barreja de CO/CO ₂, reaccionen a la interfície catalitzador-substrat, seguida de la nucleació i el creixement. Els catalitzadors metàl·lics típics inclouen or, coure, níquel i estany. Els nanofils de ZnO es cultiven epitaxialment al substrat i s'assemblen en matrius monocapa. Recentment també s'ha desenvolupat la deposició de vapor químic metall-orgànic (MOCVD). No hi ha cap catalitzador implicat en aquest procés i la temperatura de creixement és de 400 ~ 500 °C, és a dir, condicions considerablement més suaus en comparació amb el mètode tradicional de creixement de vapor. A més, els nanoroges d'òxid metàl·lic (ZnO, CuO, Fe ₂ O ₃, V ₂ O 5, altres) es poden fer simplement escalfant el metall inicial a l'aire en un procés d'oxidació tèrmica. Per exemple, per fer una "catifa" densa de nanorodes de CuO, es va trobar que n'hi havia prou per escalfar paper d'alumini a l'aire a 420°C. A part d'aquests esquemes de fabricació, els nanoroges i tubs de ZnO es poden fabricar mitjançant la combinació de litografia UV profunda, gravat en sec i deposició de capa atòmica (ALD).

### Nanobarres InGaN/GaN
Els díodes emissors de llum de matriu de nanorodes InGaN / GaN es poden fabricar amb tècniques de gravat en sec o de gravat de feix d'ions focalitzats. Aquests LED emeten llum blava o verda polaritzada Les estructures de nanorodes tridimensionals tenen una superfície d'emissió més gran, la qual cosa resulta en una millor eficiència i emissió de llum en comparació amb els LED plans. Samsung està investigant les pantalles de nanorod de punt quàntic impresos amb tinta (QNED) i els LED de nanorod InGaN substitueixen la capa OLED orgànica a les pantalles QD-OLED.

### Nanobarres d'or
El mètode de creixement mediat per llavors és el mètode més comú i aconseguit per sintetitzar nanorodes d'or d'alta qualitat. Un protocol de creixement típic implica l'addició de nanosferes d'or cobertes de citrat, que serveixen com a llavors, a la solució de creixement de HAuCl 4 a granel. La solució de creixement s'obté mitjançant la reducció de HAuCl 4 amb àcid ascòrbic en presència de bromur de cetiltrimetilamoni (CTAB) i ions de plata. Es poden obtenir nanorodes més llargues (fins a una relació d'aspecte de 25) en absència de nitrat de plata mitjançant l'ús d'un procediment d'addició de tres passos. En aquest protocol, les llavors s'afegeixen seqüencialment a la solució de creixement per controlar la taxa de deposició heterogènia i, per tant, la taxa de creixement dels cristalls.